# Buhl (Bas-Rhin)
Pour les articles homonymes, voir Buhl.
Buhl est une commune française située dans la circonscription administrative du Bas-Rhin et, depuis le 1er janvier 2021, dans le territoire de la Collectivité européenne d'Alsace, en région Grand Est.
Cette commune se trouve dans la région historique et culturelle d'Alsace.

## Géographie
Buhl est située dans l'arrondissement de Haguenau-Wissembourg, dans le canton de Wissembourg (anciennement canton de Seltz), au nord de la forêt de Haguenau, dans cette partie de l'Alsace que l'on appelle l'Outre-Forêt.
Le village de Buhl est bordé au sud par le Seltzbach, petite rivière qui prend sa source à Mitschdorf, au pied des collines sous-vosgiennes, se jette dans la Sauer puis dans le Rhin. Les communes voisines sont Hatten, Stundwiller, Trimbach, Croettwiller et Niederroedern.
L'altitude moyenne est de 140 m.
|             | Trimbach | Croettwiller  |
| Stundwiller | Buhl     | Niederroedern |
|             | Hatten   |               |

### Hydrographie
La commune est dans le bassin versant du Rhin au sein du bassin Rhin-Meuse. Elle est drainée par le ruisseau le Seltzbach, le ruisseau le Seebach, le ruisseau le Warsbach et le ruisseau l'Engelbach,.
Le Seltzbach, d'une longueur de 33 km, prend sa source dans la commune de Gœrsdorf et se jette  dans la Sauer à Seltz, après avoir traversé 14 communes. Les caractéristiques hydrologiques du Seltzbach sont données par la station hydrologique située sur la commune de Niederrœdern. Le débit moyen mensuel est de 1,59 m3/s. Le débit moyen journalier maximum est de 80,5 m3/s, atteint lors de la crue du 12 mai 1970. Le débit instantané maximal est quant à lui de 102 m3/s, atteint le 1er mai 1970.

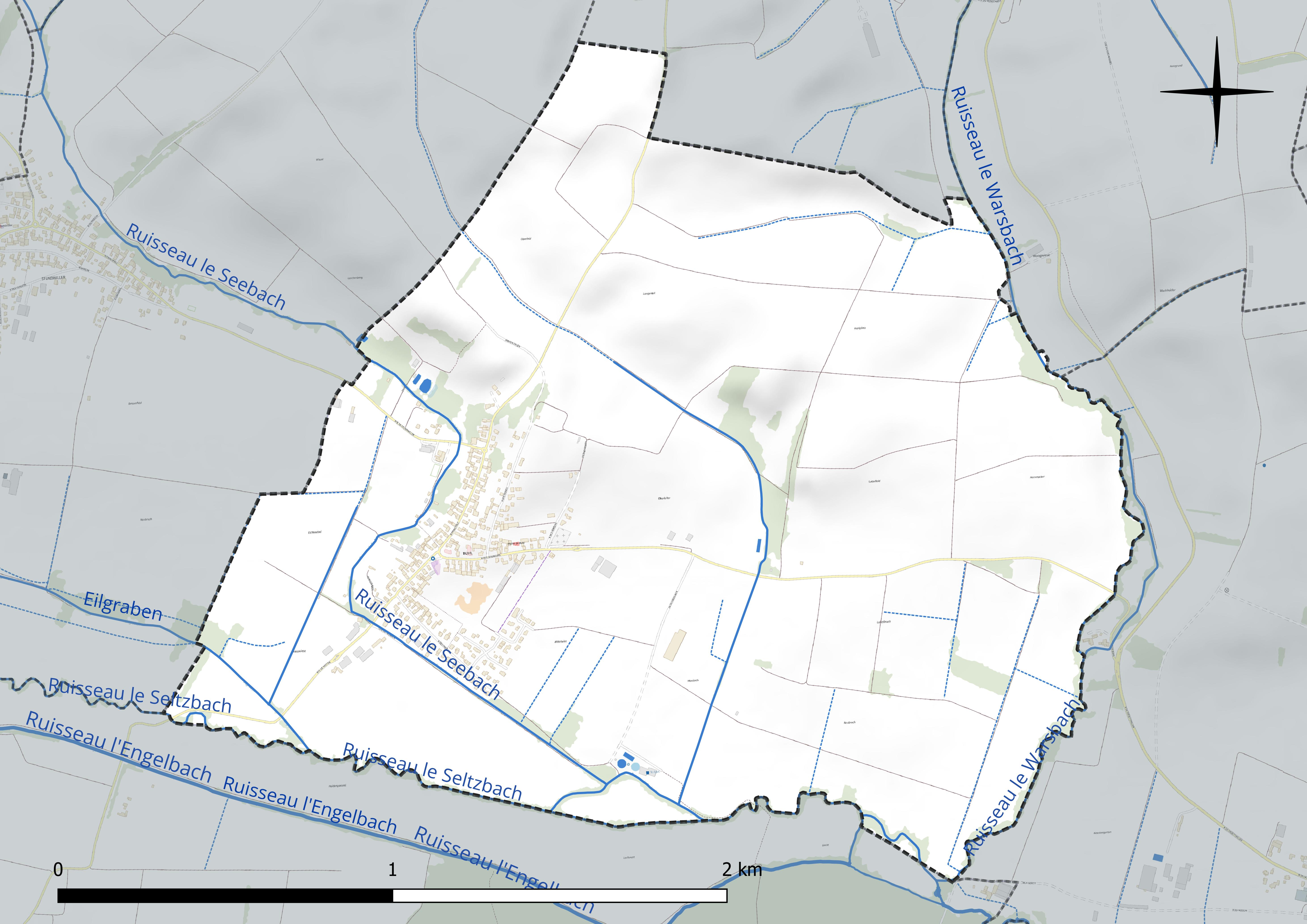
Réseau hydrographique de Buhl.

Le Seebach, d'une longueur de 11 km, prend sa source dans la commune de Wissembourg et se jette  dans le Seltzbach sur la commune, après avoir traversé cinq communes. 

### Climat
Pour des articles plus généraux, voir Climat du Grand Est et Climat du Bas-Rhin.
En 2010, le climat de la commune est de type climat des marges montargnardes, selon une étude du Centre national de la recherche scientifique s'appuyant sur une série de données couvrant la période 1971-2000. En 2020, Météo-France publie une typologie des climats de la France métropolitaine dans laquelle la commune est exposée à un climat semi-continental et est dans la région climatique  Alsace, caractérisée par une pluviométrie faible, particulièrement en automne et en hiver, un été chaud et bien ensoleillé, une humidité de l’air basse au printemps et en été, des vents faibles et des brouillards fréquents en automne (25 à 30 jours). 
Pour la période 1971-2000, la température annuelle moyenne est de 10,9 °C, avec une amplitude thermique annuelle de 18,1 °C. Le cumul annuel moyen de précipitations est de 794 mm, avec 10,9 jours de précipitations en janvier et 10,1 jours en juillet. Pour la période 1991-2020, la température moyenne annuelle observée sur la station météorologique de Météo-France la plus proche, « Scheibenhard », sur la commune de Scheibenhard à 12 km à vol d'oiseau, est de 11,8 °C et le cumul annuel moyen de précipitations est de 739,0 mm. 
La température maximale relevée sur cette station est de 38,8 °C, atteinte le 7 août 2015 ; la température minimale est de −15,2 °C, atteinte le 11 janvier 2009,,. 
Les paramètres climatiques de la commune ont été estimés pour le milieu du siècle (2041-2070) selon différents scénarios d'émission de gaz à effet de serre à partir des nouvelles projections climatiques de référence DRIAS-2020. Ils sont consultables sur un site dédié publié par Météo-France en novembre 2022.

## Urbanisme

### Typologie
Au 1er janvier 2024, Buhl est catégorisée bourg rural, selon la nouvelle grille communale de densité à sept niveaux définie par l'Insee en 2022.
Elle est située hors unité urbaine et hors attraction des villes,.

### Occupation des sols
L'occupation des sols de la commune, telle qu'elle ressort de la base de données européenne d’occupation biophysique des sols Corine Land Cover (CLC), est marquée par l'importance des territoires agricoles (91,6 % en 2018), une proportion sensiblement équivalente à celle de 1990 (92,1 %). La répartition détaillée en 2018 est la suivante : 
terres arables (91,1 %), zones urbanisées (8,4 %), zones agricoles hétérogènes (0,4 %). L'évolution de l’occupation des sols de la commune et de ses infrastructures peut être observée sur les différentes représentations cartographiques du territoire : la carte de Cassini (XVIIIe siècle), la carte d'état-major (1820-1866) et les cartes ou photos aériennes de l'IGN pour la période actuelle (1950 à aujourd'hui).

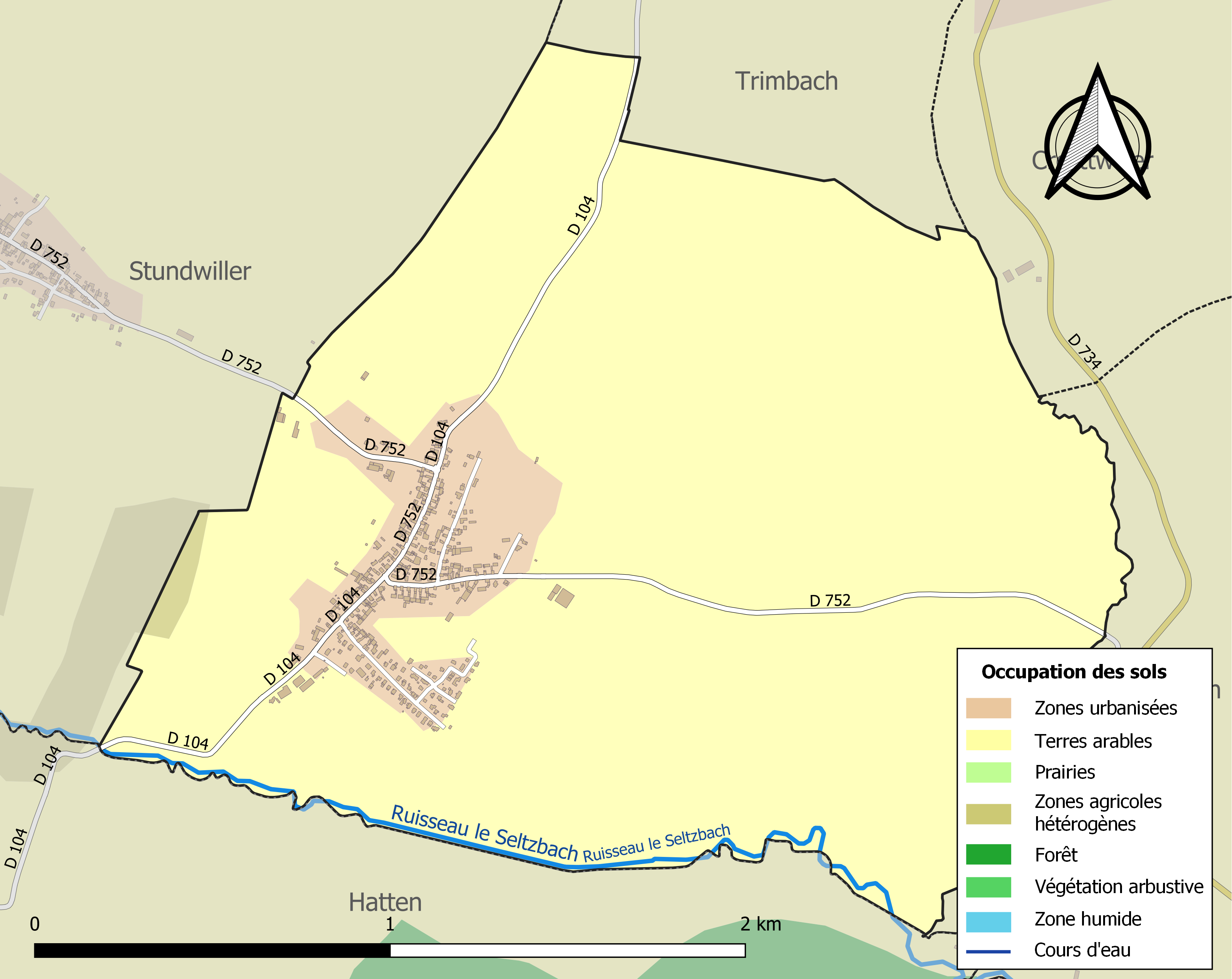
Carte des infrastructures et de l'occupation des sols de la commune en 2018 (CLC).

## Histoire
(octobre 2022).
Le nom de BUHL vient du vieil-allemand BUHEL qui signifie tertre ou colline, ce qui semble conforme à la topographie des lieux.
D’autres communes portent le même nom (dans le Haut-Rhin, en Moselle et Allemagne -pays de Bade- en Suisse sous l’orthographe de Biel et différentes variantes…).
Aucune découverte archéologique ne permet de dater l’origine du village ni d'étayer l’hypothèse d’une présence romaine et pourtant on peut supposer la présence d'un poste d’observation ou d'un fortin sur les hauteurs du village qui permettait de surveiller la région ou la route romaine qui reliait Seltz (Saletio) à Altenstadt (Concordia).
Cf. Carte des voies romaines établies par le Colonel de Morlet en 1848. (Source Gallica.bnf.fr)
Une tradition orale prétend qu’un petit château  était érigé sur ces hauteurs, au lieudit Herrenreben (altitude 160 m). Ce château aurait été totalement détruit au cours de la guerre de Trente Ans, vers 1621.
La première mention de Bühelen date de 991 en référence à la construction du monastère de Seltz fondé par l’impératrice Adelaïde.
Les premiers seigneurs connus sont les comtes de Windstein puis le village passe aux comtes d’Ebersheim.
En 1360, Guillaume d’Ebersheim vend le village au baron Henri de Fleckenstein, vassal des puissants comtes de Deux-Ponts-Bitche.
Les différentes branches de la famille des Fleckenstein possédaient des nombreux villages dans l’Outre-Forêt, (autour de Lembach, de Soultz-sous-Forêt, Niederroedern, Beinheim, Weiterswiller…).
Les Buhlois, sujets des barons,  travaillaient pour leurs seigneurs, pratiquaient la religion de leurs maîtres. Les différentes guerres n’améliorent en rien leurs difficiles conditions de vie. La guerre de Trente Ans qui éclate en 1618 devait ensanglanter le village. Le château est détruit et on ne compte même plus une dizaine d’habitants à la fin de ce conflit.
Le village et toute la région dévastée se repeuplent avec des familles venues de Bohême, de Franconie, du pays de Bade, de Suisse et  de France.
Les barons reconstruisent un château dans la rue des Seigneurs (Herrengasse). Cette demeure devait plutôt être une grande maison de campagne car les Fleckenstein préféreront habiter dans leur château situé à Niederroedern.
Si les Fleckenstein-Windeck n’ont sans doute pas souvent séjourné à Buhl, il est sûr que les derniers  Fleckenstein, à savoir Frédéric-Wolfgang, baron du Saint-Empire germanique mais maréchal de camp pour le roi de France Louis XIV, son neveu Henri-Jacques et le fils unique de ce dernier Frédéric-Jacques ont été inhumés à Buhl, sans doute dans le chœur de l’église (Schlosskirche) détruite en 1768. Reconstruite mais légèrement déplacée, ces pierres  tombales se retrouvèrent par la suite à l’extérieur, sous le gazon du cimetière.
Après la période trouble de la Révolution, la situation des habitants ne s’améliore guère. La population augmente mais la misère subsiste. On assiste alors à Buhl, comme dans d’autres villages voisins, à différentes vagues d’émigration, notamment vers l’Amérique du Nord (à partir de 1830) et vers l’Algérie.
En 1871, l’Alsace et la Lorraine intègrent à nouveau l’Empire allemand et la population connaîtra encore des nombreux drames avec la guerre de 1914-1918, les incorporations, les restrictions alimentaires, la confiscation de biens… 
A la veille de Deuxième Guerre mondiale, la population de Buhl doit être évacuée vers la Haute-Vienne, à Le Dorat puis Nexon… pour ne revenir qu’à la fin de l’été 1940.
Le village connaîtra toutes les affres de la guerre, l’incorporation de force dans la Wehrmacht, le Reichsarbeitsdienst, le Volksturm….
Début décembre 1944, les Alliés arrivent et libèrent Buhl le 14 décembre 1944. Mais les Allemands lancent l’Opération Norwind et les Américains doivent rebrousser chemin. De terribles combats se déroulent durant plusieurs semaines et les obus tombent sur Buhl et les communes voisines. Buhl est délivrée le 16 mars 1945. On découvre sous les décombres sept victimes civiles.
Le village est détruit à 66 %.
Le 11 novembre 1948, le secrétaire d’Etat aux Forces Armées, Max Lejeune décerne à la commune de Buhl la Croix de guerre.
« Commune sinistrée à 66 % a été gravement touchées par les combats de la Libération., après avoir vaillamment résisté aux efforts de germanisation de l’envahisseur. Sa population a fait preuve d’un sang-froid remarquable au cours des combats et mérité d’être citée en exemple. »
Sources :
 Un Village Alsacien – Buhl (P. Stroh) Ed. Alliance Nationale 1956
Sur les rives du Seltzbach (R. Ball et P. Stroh) Ed. Coprur 1998
Revues l’Outre-Forêt : n° 42 – 177 

### Héraldique
| Blason de Buhl (Bas-Rhin) | Blason  | Parti : au premier d'azur à la montagne d'or mouvant de la pointe, au second de sinople aux trois fasces d'argent. |
| Blason de Buhl (Bas-Rhin) | Détails | |

## Toponymie
- Buhile (1216), Bühele (1222).

Du germanique bühel ou bühl « colline ».
- Bihl en francique méridional.

## Politique et administration
| Période                                  | Période  | Identité         | Étiquette | Qualité |
| ---------------------------------------- | -------- | ---------------- | --------- | ------- |
| mars 2001                                | mai 2020 | Roland Isinger   |           |         |
| mai 2020                                 | En cours | Sylvie Pouillard |           |         |
| Les données manquantes sont à compléter. |          |                  |           |         |

## Démographie
L'évolution du nombre d'habitants est connue à travers les recensements de la population effectués dans la commune depuis 1793. Pour les communes de moins de 10 000 habitants, une enquête de recensement portant sur toute la population est réalisée tous les cinq ans, les populations de référence des années intermédiaires étant quant à elles estimées par interpolation ou extrapolation. Pour la commune, le premier recensement exhaustif entrant dans le cadre du nouveau dispositif a été réalisé en 2005.

En 2022, la commune comptait 508 habitants, en évolution de −3,42 % par rapport à 2016 (Bas-Rhin : +3,17 %, France hors Mayotte : +2,11 %).
| 1793 | 1800 | 1806 | 1821 | 1831 | 1836 | 1841 | 1846 | 1851 |
| ---- | ---- | ---- | ---- | ---- | ---- | ---- | ---- | ---- |
| 352  | 496  | 725  | 671  | 684  | 687  | 677  | 690  | 660  |

| 1856 | 1861 | 1866 | 1871 | 1875 | 1880 | 1885 | 1890 | 1895 |
| ---- | ---- | ---- | ---- | ---- | ---- | ---- | ---- | ---- |
| 504  | 502  | 524  | 588  | 581  | 620  | 550  | 509  | 515  |

| 1900 | 1905 | 1910 | 1921 | 1926 | 1931 | 1936 | 1946 | 1954 |
| ---- | ---- | ---- | ---- | ---- | ---- | ---- | ---- | ---- |
| 508  | 517  | 503  | 431  | 423  | 452  | 425  | 359  | 362  |

| 1962 | 1968 | 1975 | 1982 | 1990 | 1999 | 2005 | 2006 | 2010 |
| ---- | ---- | ---- | ---- | ---- | ---- | ---- | ---- | ---- |
| 386  | 388  | 394  | 391  | 435  | 508  | 512  | 514  | 525  |

| 2015 | 2020 | 2022 | - | - | - | - | - | - |
| ---- | ---- | ---- | - | - | - | - | - | - |
| 528  | 505  | 508  | - | - | - | - | - | - |

## Lieux et monuments

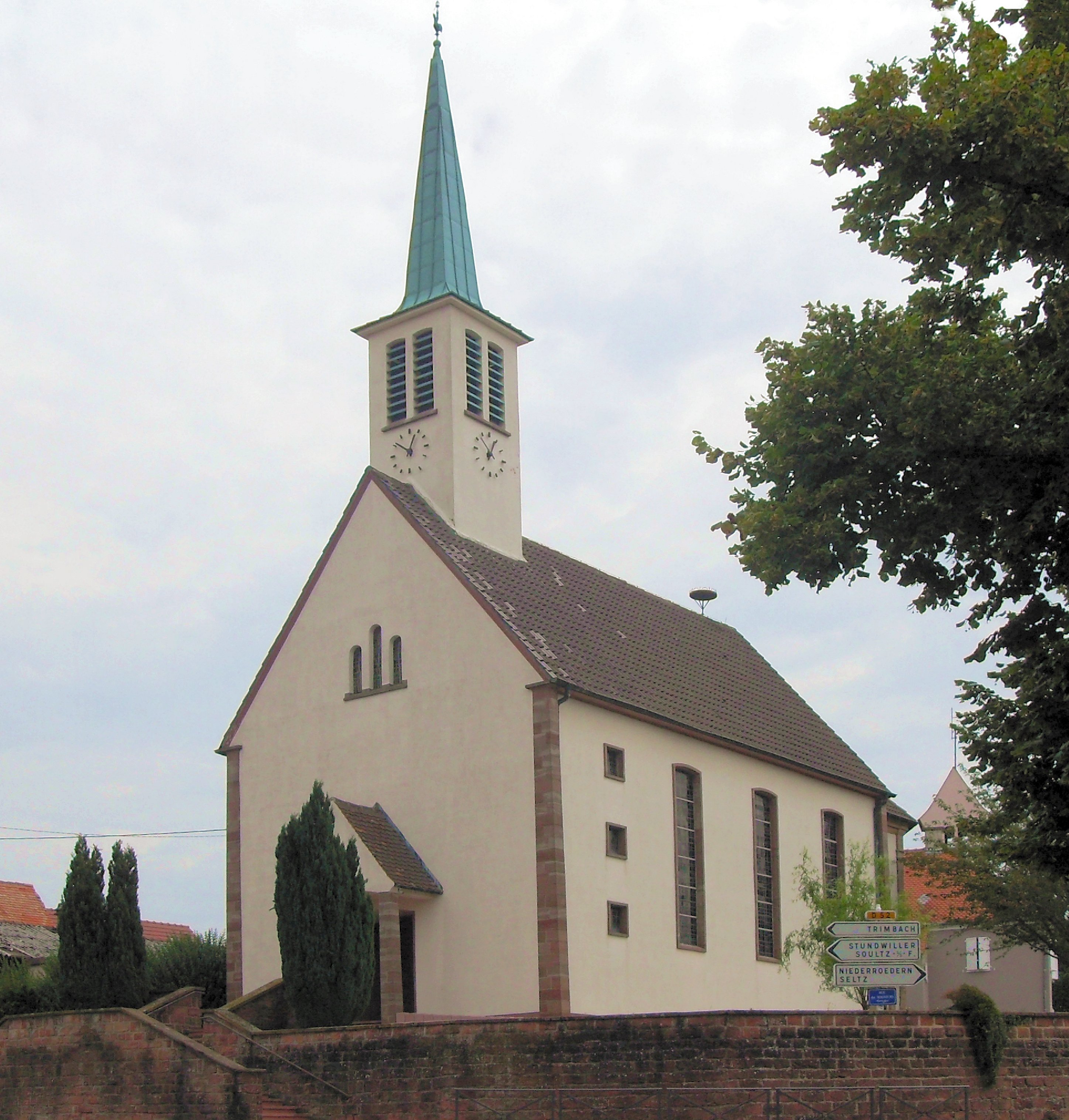
Temple protestant.
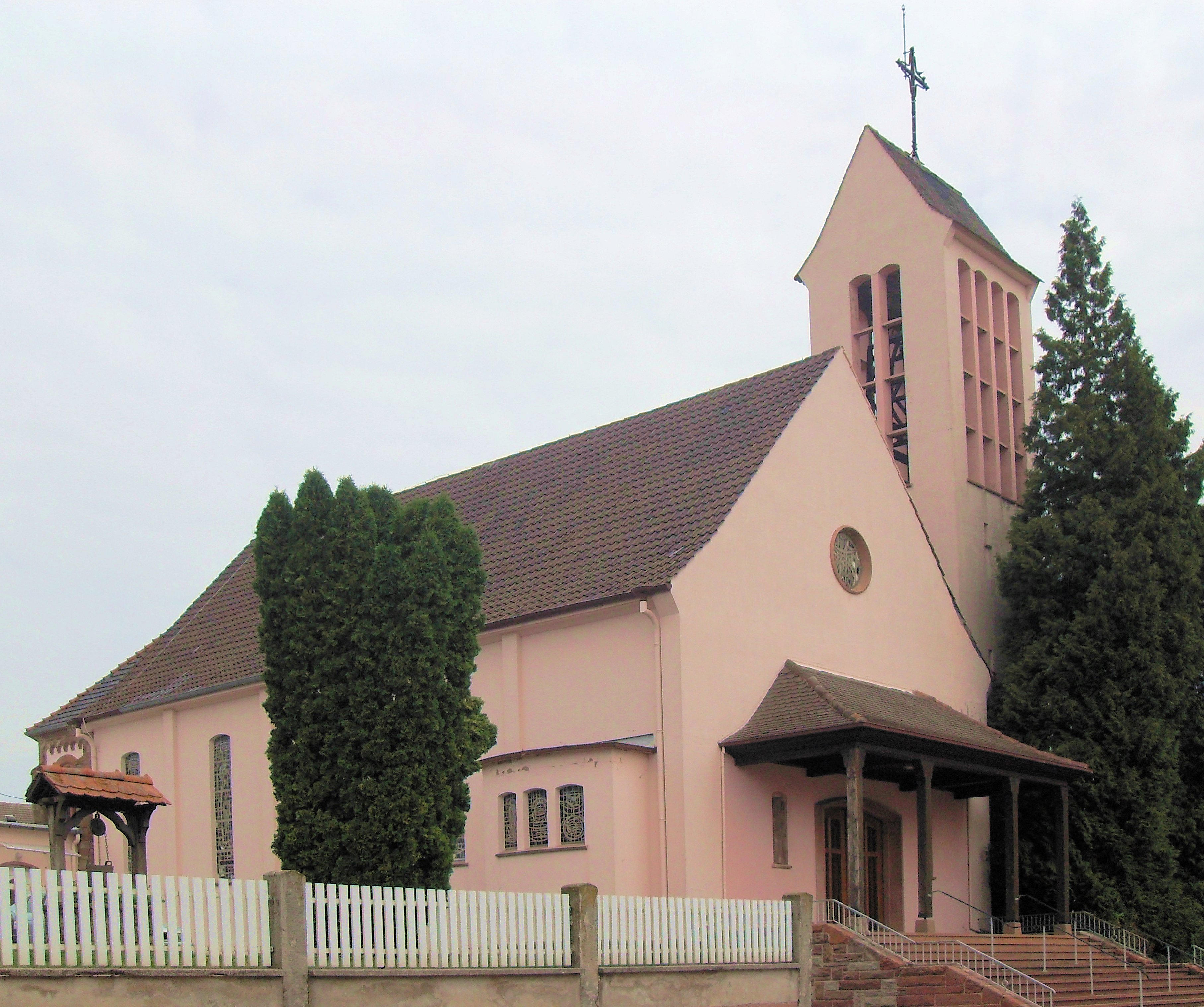
Église Saint-Ulrich.